# Liste der Kulturgüter in Neuenhof
Die Liste der Kulturgüter in Neuenhof enthält alle Objekte in der Gemeinde Neuenhof im Kanton Aargau, die gemäss der Haager Konvention zum Schutz von Kulturgut bei bewaffneten Konflikten, dem Bundesgesetz vom 20. Juni 2014 über den Schutz der Kulturgüter bei bewaffneten Konflikten sowie der Verordnung vom 29. Oktober 2014 über den Schutz der Kulturgüter bei bewaffneten Konflikten unter Schutz stehen.
Objekte der Kategorie A sind im Gemeindegebiet nicht ausgewiesen, Objekte der Kategorie B sind vollständig in der Liste enthalten, Objekte der Kategorie C fehlen zurzeit (Stand: 1. Januar 2023). Unter übrige Baudenkmäler sind weitere geschützte Objekte zu finden, die in der Bau- und Nutzungsordnung der Gemeinde verzeichnet und nicht bereits in der Liste der Kulturgüter enthalten sind.

## Kulturgüter
| Foto |                                                                             | Objekt                                             | Kat. | Typ | Standort                              | Beschreibung |
| ---- | --------------------------------------------------------------------------- | -------------------------------------------------- | ---- | --- | ------------------------------------- | --- |
| ja   | Datei hochladen · Wikidata zu Katholische Kirche St. Josef (Q29580173)      | Katholische Kirche St. Josef KGS-Nr.: 00196        | B    | G   | Glärnischstrasse 12.1 667396 / 255366 | Neuromanisches Kirchenbauwerk, erbaut 1887–1890 nach Plänen von Wilhelm Hanauer. |
| BW   | Datei hochladen · Wikidata zu Wohnhäuser Zürcherstrasse (Q29580182)         | Wohnhäuser Zürcherstrasse KGS-Nr.: 15623           | B    | G   | Zürcherstrasse 52–70 666288 / 256235  | Häuserzeile mit insgesamt sechs Mehrfamiliengebäuden, 1910/11 zeitgleich im Auftrag des Neuenhofer Fabrikanten Henry Zweifel für das höhere Fabrikkader errichtet. |
| ja   | Datei hochladen · Wikidata zu Speicher (Q29580177)                          | Speicher KGS-Nr.: 15625                            | B    | G   | Dorfstrasse 24 667092 / 255295        | Getreidespeicher, um 1600 im nachgotischen Stil errichtet. Mauerbau mit knappem Satteldach. |
| ja   | Datei hochladen · Wikidata zu Gedeckte Holzbrücke über die Limmat (Q688397) | Gedeckte Holzbrücke über die Limmat KGS-Nr.: 17249 | B    | G   | Beim Zollhaus 666333 / 256438         | Zweiteilige Holzbrücke, getragen von einem in der Limmat stehenden Steinpfeiler. Zusammengesetzt aus einem gedeckten Teil mit verschaltem Hängewerk und einem kleineren eisernen Fachwerkträger. 1819 von Blasius Balteschwiler erbauter Ersatz für den ursprünglich in den 1760er Jahren entstandenen Vorgängerbau von Hans Ulrich Grubenmann. Fachwerkträgerteil besteht seit 1924. Objekt liegt hälftig auf dem Gemeindegebiet von Neuenhof und Wettingen (KGS-Nr. 279) |
| ja   | Datei hochladen · Wikidata zu Gwaggelibrugg (Q1557779)                      | Gwaggelibrugg KGS-Nr.: 17250                       | B    | G   | Klosterhalbinsel 665850 / 256381      | Um 1863 erbaute Fussgängerbrücke über die Limmat, eine der ältesten erhaltenen Drahtseilbrücken der Schweiz. Objekt liegt hälftig auf dem Gemeindegebiet von Neuenhof und Wettingen (KGS-Nr. 15888) |

## Übrige Baudenkmäler
| ID  | Foto |                                                                      | Objekt          | Typ | Standort                          | Beschreibung |
| --- | ---- | -------------------------------------------------------------------- | --------------- | --- | --------------------------------- | ------------ |
| 902 | ja   | Datei hochladen · Wikidata zu Altes Schulhaus (1910/11) (Q116448103) | Altes Schulhaus | G   | Zürcherstrasse 89 666894 / 256022 |              |
| 910 | BW   | Datei hochladen                                                      | Villa Ermitage  | G   | Webermühle 4 665744 / 256722      |              |

Legende: Siehe Legende der Liste der Kulturgüter von nationaler und regionaler Bedeutung. Anstelle der KGS-Nummer wird als Objekt-Identifikator (ID) die Inventar- oder Gebäudenummer in der Bau- und Nutzungsordnung der Gemeinde verwendet.